# Ischnogyne mandarinorum
Ischnogyne es un género monotípico de orquídeas epifitas que tiene asignado una única especie: Ischnogyne mandarinorum Schltr. 1913. Es originaria de China.

## Descripción
Es una orquídea de pequeño tamaño, que prefiere clima frío, epifita con pseudobulbos ordenados en un rizoma corto,  con una sola hoja apical, suberecta, finamente coriácea, la base peciolada. Florece en una inflorescencia de 5 a 7,5 cm  de largo, con flores individuales de 6,5 cm de longitud. La floración se produce en la primavera.

## Distribución y hábitat
Se encuentra en el sur de Shaanxi, sur de Gansu, oeste de Hubei, Sichuan y Guizhou en China occidental entre las rocas de los bosques en alturas de 700 a 1500 metros.

## Taxonomía
Ischnogyne mandarinorum fue descrita por (Rchb.f.) Schltr. y publicado en Repert. Spec. Nov. Regni Veg. 12: 107 1913.
Sinonimia
- Coelogyne mandarinorum Kraenzl., Bot. Jahrb. Syst. 29: 269 (1900).
- Pleione mandarinorum (Kraenzl.) Kraenzl. in H.G.A.Engler (ed.), Pflanzenr., IV, 50(32): 128 (1907).[5]